# Ruellia benedictina
Ruellia benedictina är en akantusväxtart som beskrevs av Emilio Chiovenda. Ruellia benedictina ingår i släktet Ruellia och familjen akantusväxter. Inga underarter finns listade i Catalogue of Life.